# Pacto mosaico

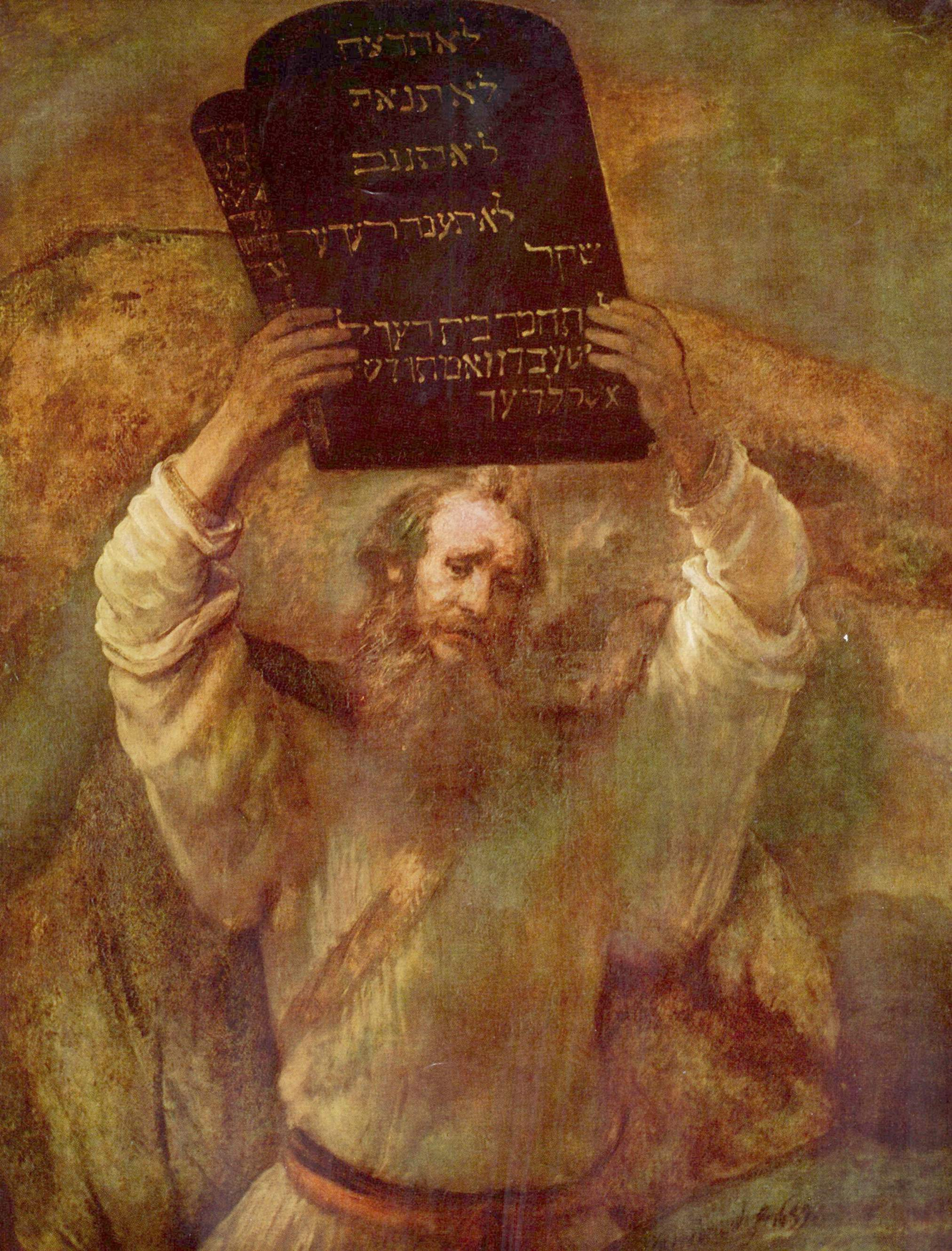
"Moisés con los Diez Mandamientos" de Rembrandt (1659)

Las religiones abrahámicas creen en el pacto mosaico (llamado así por Moisés), también conocido como pacto sinaítico (por el Monte Sinaí), que se refiere a una alianza entre las tribus israelitas y su Dios, incluyendo a sus prosélitos, sin limitarse a los diez mandamientos, ni al acontecimiento en que fueron dados, sino incluyendo la totalidad de leyes que su legendario patriarca Moisés entregaron de Dios en los cinco libros de la Torá.

## Estudios histórico-críticos
El concepto de pacto comenzó mucho antes de la era bíblica, concretamente en los inicios de Israel. Según George E. Mendenhall, los pactos se establecieron originalmente como costumbres legales y más tarde se reprodujeron en el ámbito de la religión. Estos pactos se crearon sobre la base de un juramento, una promesa entre dos partes seguida de un cumplimiento. El juramento implicaba que la parte más poderosa se aseguraría de que la otra recibiera el castigo adecuado en caso de incumplimiento. En el caso de la religión, sería el dios o los dioses quienes llevarían a cabo el castigo. Tales pactos garantizaban que se promulgaran bendiciones o maldiciones en respuesta a las circunstancias.
El pacto abrahámico entre Dios y Abraham sigue la forma del pacto Suzeranía; lo significativo es que Israel no tiene deberes que cumplir; el pacto no es condicional. Los futuros pactos entre Israel y Dios serían condicionales. Esto se expresa claramente en HE, recitado dos veces al día como parte de la oración fundacional, el Shema. Este pasaje declara que mientras Israel sea fiel a Dios será bendecido con abundantes cosechas, pero si sigue a otros dioses la tierra no lo mantendrá. El coste de no seguir este pacto es duro.
Mendenhall también aborda la teoría de los lazos de sangre y su importancia para el concepto de pacto. Como se afirma en la Biblia, Abraham, Isaac y Jacob son los antepasados de Israel y, debido a la sangre que comparten, forman un vínculo. Este vínculo de sangre se compara con el vínculo que se establece mediante un pacto, e implica que sin su sangre compartida, los pactos serían la única forma de garantizar dicha unificación de un grupo religioso. Además, Mendenhall apunta dos teorías adicionales que señalan cómo los pactos pueden haber comenzado con la obra de Moisés, o incluso se cree que se establecieron durante un verdadero acontecimiento histórico con un escenario válido. Independientemente de las teorías, la creación de pactos puede ser un misterio para los estudiosos durante siglos, sin embargo, el uso de pactos evidenciado a lo largo de las fuentes bíblicas es un hecho innegable.

Según Mendenhall, el pacto no fue sólo una idea, sino en realidad un acontecimiento histórico. Este acontecimiento fue la formación de la comunidad de la alianza. Vagando por el desierto, los clanes abandonaron Egipto siguiendo a Moisés. Todas estas personas eran de orígenes diferentes, sin estatus en ninguna comunidad social. Con todas estas circunstancias formaron su propia comunidad mediante un pacto cuyos textos se convirtieron en el Decálogo (Diez Mandamientos). Sin embargo, los israelitas no se vincularon a Moisés como su líder y Moisés no formaba parte del pacto. Moisés sólo era visto como una figura histórica de algún tipo enviada como mensajero. Los israelitas siguieron la forma del tratado de soberanía, un tipo particular de pacto común en Oriente Próximo, y estaban obligados a obedecer las estipulaciones establecidas por Yahvé, no por Moisés.
Además de la aportación y perspectiva de Mendenhall, Weinfeld sostiene que hay dos formas de pactos que se han dado a lo largo de la Biblia hebrea: 1.) el tipo obligatorio & 2.) el tipo promisorio. Estos se traducen en un "tratado político" como lo demuestra el Imperio Hitita, y una "concesión real" como se muestra a través de los pactos vinculados a Abraham y David. Un tratado implica una promesa al señor por parte del vasallo y, en última instancia, protege los derechos del señor. En consecuencia, esto funciona de manera que promueve la lealtad futura del vasallo, ya que el soberano le había hecho favores previamente. Por otra parte, una concesión se refiere a una obligación del amo hacia su siervo, garantizando así la protección de los derechos del siervo.
Este método de pacto hace hincapié en centrarse en recompensar la lealtad y las buenas acciones que ya se han hecho. Weinfeld apoya su caracterización de un tratado identificando los paralelismos expuestos a través del pacto entre Yahvé e Israel. Del mismo modo, utiliza el pacto abrahámico y davídico para revelar su correspondencia con una concesión real. A pesar de las numerosas teorías que giran en torno a los pactos en el Cercano Oriente antiguo, Weinfeld asegura a sus lectores que los pactos expuestos en el Antiguo Testamento caen bajo uno de los dos tipos plausibles que ha identificado, ya sea un tipo obligatorio o un tipo promisorio.
En un artículo en el que compara los pactos y las formas de tratados habituales en la época, Mendenhall se centra en los tratados de soberanía hititas. Estos tratados, establecidos entre un emperador (soberano) y un rey inferior (vasallo), se definían por varios elementos importantes. Los tratados se basaban en la ayuda o buena fortuna que el soberano había prestado anteriormente al vasallo y en las obligaciones que, por tanto, éste tenía para con aquél. Según Mendenhall, este fundamento de una relación de tratado es similar al fundamento del pacto mosaico y el Decálogo. Dios había liberado a los israelitas de Egipto en Exodus, y por lo tanto están obligados a seguir los mandamientos del Decálogo. Como soberano, Dios no tiene más obligaciones para con los israelitas, pero se da a entender que Dios seguirá protegiéndolos como resultado del pacto.

## Cristianismo

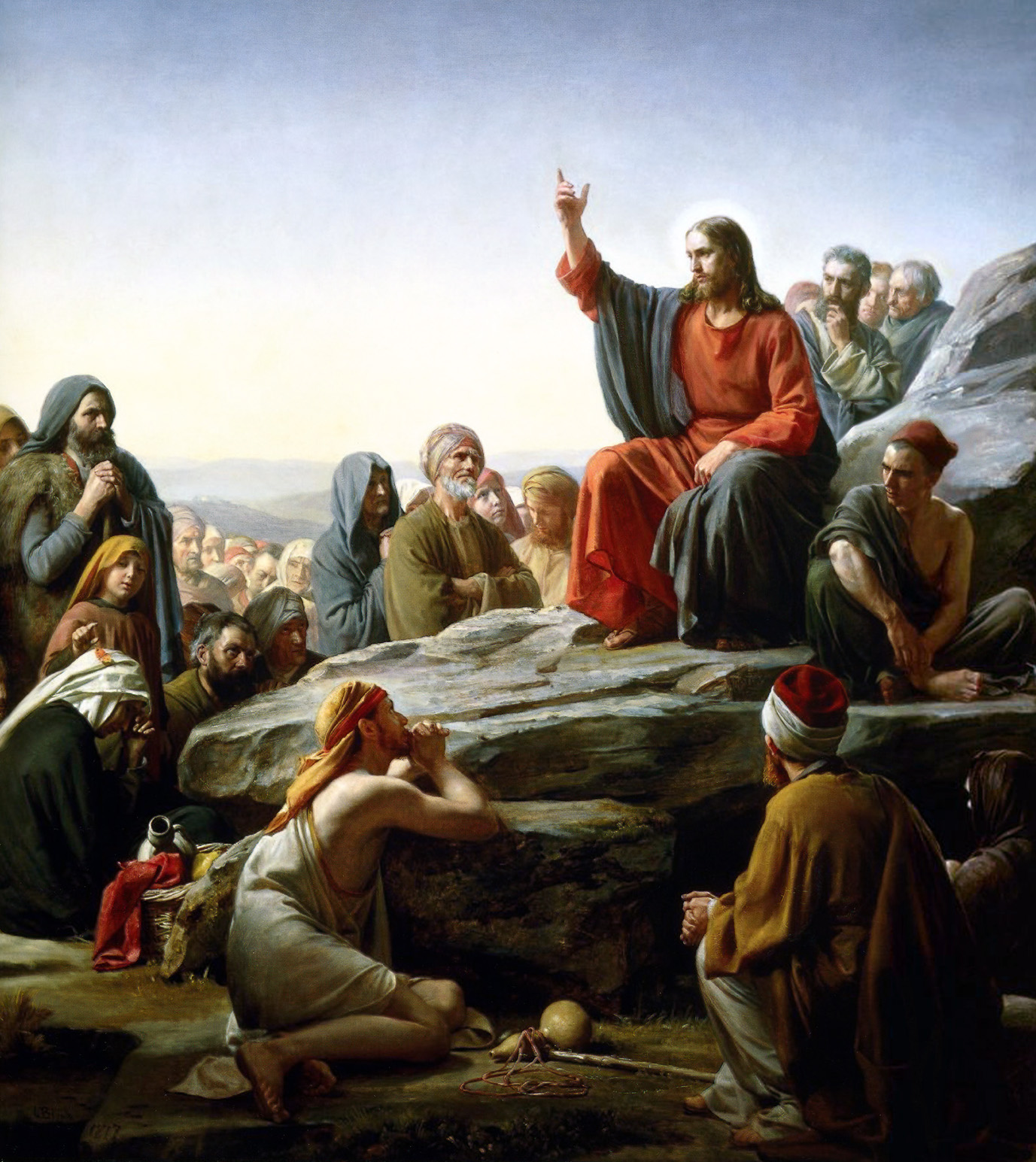
Representación del famoso Sermón de la Montaña de Jesús en el que comentó sobre la Antigua Alianza
Los cristianos creen que Jesús es el mediador de la Nueva Alianza. Pintura de Carl Heinrich Bloch, pintor danés, m. 1890.

El pacto mosaico o Ley de Moisés, que los cristianos llaman generalmente "Antigua Alianza" en contraste con la Nueva Alianza, ha desempeñado un papel importante en los formación del cristianismo. Ha sido fuente de serias disputas y contenciones vistas en Jesús explicando la Ley durante su Sermón de la Montaña, la Controversia de la circuncisión en el cristianismo primitivo y el Incidente de Antioquía que ha llevado a los estudiosos a discutir la relación entre Pablo de Tarso y el judaísmo. El Libro de los Hechos dice que después de la ascensión de Jesús, San Esteban, el primer mártir cristiano, fue asesinado al ser acusado de hablar en contra del Templo de Jerusalén y de la Ley mosaica.  Más tarde, en Hechos 15:1-21, el Concilio de Jerusalén abordó la controversia sobre la circuncisión en el cristianismo primitivo.

## Judaísmo
En la Biblia hebrea, Dios estableció el pacto mosaico con los israelitas después de salvarlos de la esclavitud en Egipto en la historia del Éxodo. Moisés condujo a los israelitas a la tierra prometida conocida como Canaán, tras lo cual Josué los condujo a su posesión.
El pacto mosaico desempeñó un papel en la definición del Reino de Israel (c. 1220-c. 930 a. C.), y posteriormente del Reino de Judá meridional (c. 930-c. 587 a. C.) y el Reino de Israel septentrional (c. 930-c. 720 a. C.), y Yehud Medinata (c.539- c.333 a. C.), y el Reino Asmoneo (140-37 a. C.), y la Revuelta de Bar Kokhba (132-136 d. C.), y el Judaísmo rabínico c. siglo II hasta el presente.
El judaísmo rabínico afirma que el pacto mosaico se presentó al pueblo judío y conversos al judaísmo (que incluye a los prosélitos bíblicos) y no se aplica a los gentiles, con la notable excepción de las Siete leyes de Noé que se aplican a todas las personas.